# 621
621(육백이십일)은 620보다 크고 622보다 작은 자연수다.

## 수학
- 합성수로, 그 약수는 1, 3, 9, 23, 27, 69, 207, 621이다. 진약수의 합은 339이므로, 621은 부족수다.

## 과학·기술
- NGC 621(독일어판, 프랑스어판): 삼각형자리 방향에 있는 렌즈형은하.
- 621 Werdandi(영어판): 소행성.
- 프로젝트 621(영어판): 독일의 탐사 로켓 프로젝트.

## 교통

### 항공
- 에어 캐나다 621편 추락 사고(영어판)

### 철도
- 서울 지하철 6호선 망원역의 역번호.

## 군사
- 피아트 621(영어판)

## 문화유산
- 대한민국의 보물 제621호: 천마총 환두대도

## 기타
- 날짜: 6월 21일
- 연도: 621년, 기원전 621년
- 621 세븐틴스 스트리트(영어판): 미국 콜로라도주 덴버에 있는 고층 빌딩.